# Reggenza di Padang Lawas
La reggenza di Padang Lawas (in indonesiano: Kabupaten Padang Lawas) è una reggenza dell'Indonesia, situata nella provincia di Sumatra Settentrionale.